# Megascops colombianus
El autillo colombiano (Megascops colombianus) es una especie de ave de la familia Strigidae, que se encuentra en la vertiente del Pacífico de los Andes de Colombia y Ecuador.

## Hábitat
Vive entre los 1.250 y 2.200 m de altitud, en los bosques montanos siempreverdes y también puede encontrarse en el bosque secundario alto, bordes de bosques y pastizales abiertos arbolados.

## Descripción
Mide 26 a 28 cm de longitud. El macho pesa entre 150 y 156 g, las hembras de unos 210 g. El plumaje es color marrón grisáceo y muda a castaño rojizo ferujinoso; disco facial marrón anteado con anillo ocular grisáceo. Las partes superiores son leonadas a castañas; los hombros con líneas finas anteadas; el vientre color ante brillante.

## Alimentación
Es nocturno y se alimenta de insectos grandes y pequeños vertebrados.